# 坪井未来
坪井 未来（つぼい みく、1993年5月24日 - ）は、日本の女優。
静岡県出身。

## 略歴
- 小さい頃から歌ったり踊ったりすることが好きで、小学生の頃に市民ミュージカルに応募し出演。
- 市民ミュージカルの参加がキッカケで、舞台の楽しさを知り、本格的に芸能の道を志すようになった。
- 大学１年の時は地元である静岡から新幹線通学をしていた。
- 大学２年の時に「銀河劇場」で観た舞台[1]で本格的に芸能活動を始めたいと思い、上京して１人暮らしを始める。
- １人暮らしを始めた時期に、東京でオーディションを受け舞台に立ち始める。
- 代表的な出演舞台は「ハマトラ THE STAGE -DOUBLE MISSION-」、天才劇団バカバッカVol.17「COLORS」など。
- イベントで、ミンティアをたこ焼きに入れて衝撃を与えた。
- 2019年2月の劇団オモテナシ第4回公演『未来電車』をもって 劇団オモテナシを退団。

## 人物
- 舞台を中心に活躍する女優[2]。
- 特技はアクロバット[2]。
- 趣味は観劇、カラオケ[2]。
- 好きなアーティストはいきものがかり。(高校生の頃からファンクラブに入会)
- 好きなお菓子はじゃがりこ、アルフォート。
- 好きなキャラクターはスティッチ。blogなどにも良くスティッチが登場する[3][4]
- 苦手なものはお酒、コーヒー。

## 出演

### テレビ
- ドラマ THE LAST COP/ラストコップ
- テレビ東京 Newsモーニングサテライト内 ショートドラマ「突然ですがピンチです」出演

### ＣＭ
- 東京スターメガネ　店内販促CM[5]
- アサヒスーパードライCM 「日本から生まれる、世界最高のドキドキ」篇 30秒 内村航平 池透暢 大西瞳[6]　9秒あたりと12秒あたりに出てました。

### PV
FINE STATE -ハッピーワールド（Official Music Video）  出演

### ウェブテレビ
- Amazonプライム「TOKYO VAMPIRE HOTEL」[8] - 3話・4話に出演

### イベント
- ぱすてるからっとproduce エンタ！「ぱすてる感謝祭」[9]（2019年2月2日・3日、渋谷・Club Malcolm） DAY2：舞台「裏白雪姫物語」「斯くも寂(楽)しき人間達へ。」「夢追い少女は凍らない」DAY 出演
- 【#遊酔自在】vol.2 [10]（05/20、LIVE HOUSE 下北沢ろくでもない夜）GUEST出演
- 安達健太郎と役者が漫才とトークするLIVE[11]（05月22日、池袋西口GEKIBA）GUEST出演
- CONTE STAGE『#東京のメダカ』 [12]（2022年07月22日-24日、池袋西口GEKIBA）GUEST出演

### 舞台
2013年
- Gripper プロデュース公演「トラブル・トラップ・トラベル」[13]（8月28日 - 9月1日、キンケロ・シアター） - Cチーム：浜田二子 役

2014年
- 月刊少年ワンダー2月号「葛藤カップル」[14]（2月21日-23日、STUDIO NOV）- 千秋@ 役
- タンバリンプロデューサーズ公演「新耳袋3喫茶店奏鳴曲〜カフェ・ソナタ」[15]（4月2日 - 6日、中野ザ・ポケット） - 蒲田真由子 役
- 月刊少年ワンダー5月号「Wonder」「鍋横探偵事務所～5!5!5!編～」[16]（5月23日-25日、STUDIO NOV）- 鰻 役 ＆ 厨川五月 役
- 別冊月刊少年ワンダー7月号「ラストチャンス」（7月18日-20日、STUDIO NOV）-亡霊１役
- トウキョウ演劇倶楽部プロデュース公演Vol.7「ブラックジャックによろしく〜がん患者編〜」[17]（9月3日 - 8日、六行会ホール） - 加塚洋子 役
- 月刊少年ワンダー10月号「鍋横探偵事務所～enjoy the moonlight編～」[18]（10月17日-20日、STUDIO NOV）- 厨川五月 役
- キティエンターテインメント「眠れぬ夜のラブストーリーズ」[19]（12月11日 - 14日、ウッディシアター中目黒） - 未来 役

2015年
- 世の中と演劇するオフィスプロジェクトM「死刑執行人〜山田浅右衛門とサンソン〜」[20]（1月21日 - 25日、座・高円寺1） - 役不明
- 「ハマトラ THE STAGE -DOUBLE MISSION-」[21]（3月14日 - 22日、星陵会館ホール）　- 鎌切玲子 役
- Air studio Produce「君死にたまふことなかれ」[22]（5月2日 - 14日、AQUA studio） - B班：石川早苗 役
- 月刊少年ワンダー 2周年記念公演「鍋横探偵事務所～the star festival編～」「人間アップデート」「四月月の雪の夏～コスモスの咲く頃に」[23]（7月3日-6日、STUDIO NOV）- 厨川五月 役 ＆ 山田丸子 役 ＆ 佐伯美香(ナツ) 役
- 「CLOCK ZERO〜終焉の一秒〜Re-verse-mind」[24]（7月25日 - 8月2日、シアターサンモール） - アンサンブル
- 推定恋愛＋ Vol.1「開園近し」[25]（10月1日 - 4日、下北沢・Com.Cafe音倉） - 美月 役
- 別冊月刊少年ワンダー11月号｢おかしな心友、、、｣「DEAR...」[26]（11月20日-23日、STUDIO NOV）- 青木成美 役 ＆ 臼田愛美 役

2016年
- ヒロセプロジェクト　スピンオフ公演「不良少年と天使の恋の唄」[27]（1月12日 - 17日、川崎H&Bシアター） - チーム星：楠木美雨 役
- ChimoRoid企画第一回公演「ALIVE」[28]（2月24日 - 28日、阿佐ケ谷かもめ座） - ミヅキ 役
- 「CLOCK ZERO〜終焉の一秒〜WatchOver」[29]（3月16日 - 22日、星陵会館ホール） - アンサンブル
- smimal × 幻奏ボレロ　GW共同企画「道先案内人 ハジメマシテ死神デス。」[30]（5月3日 - 8日、戸野廣浩司記念劇場） - エミリー 役
- 天才劇団バカバッカVol.17「COLORS」[31]（6月10日 - 19日、吉祥寺シアター） - 紫村雪 役
- 「城下町のダンデライオン」[32]（8月9日 - 14日、CBGKシブゲキ!!） - アンサンブル
- 第十六号月刊少年ワンダー九月号「劇場版鍋横探偵事務所〜d+a=h編〜」[33]（9月7日 - 11日、荻窪小劇場） - 厨川五月 役
- あだちあさみプロデュース公演 第二弾「磐田屋の最悪の一日と遠い環水平アーク」[34]（9月29日 - 10月2日、劇団東演 東演パラータ） - 東山悦子 役
- 舞台版「地獄少女」[35]（11月9日 - 13日、CBGKシブゲキ!!） - アンサンブル

2017年
- ミュージカル「僕と幻のエデン」[36](2月1日 - 5日、日暮里d-倉庫) -リトル 役
- 「むばたまの夜に降る白雪の月影」[37]（3月28日 - 4月2日、日暮里d-倉庫） - 栗山ミミ 役
- 演劇ユニットCorneliusCockBlue(s)ロマンティックが止まらないツアー2017【6月の陣】〈第10回公演〉「今日という一日を諦めないために」[38]（6月12日 - 18日、下北沢小劇場楽園） - 羽生麗華 役（ヒロイン）
- ぱすてるからっと「VRの中のアリス」[39](8月9日 - 13日、Geki地下Liberty)  - 桜田 恵 役
- teamキーチェーン第13回本公演「しろつめくさ　の、はなかんむり」[40](9月14日 - 18日、シアター711)  - 看護師 杏役
- 劇団オモテナシ 旗揚げ公演「初夏のおもいで」[41]（10月10日 - 15日、シアターグリーン BIG TREE THEATER） - 堂島富美子 役
- ぱすてるからっと×空感演人「蒼い季節」[42]（10月26日 - 30日、両国エアースタジオ） - B班：芳川留美 役
- 7thシアトリカル プロデュース公演「ハッピーエンド・チェイサー」[43]（12月20日 - 25日、テアトルBONBON） - 朝比奈涼子 役

2018年
- 刑事・雪平夏見シリーズ「アンフェアな月」[44]（2月22日 - 3月4日、天王洲銀河劇場） - アンサンブル
- teamキーチェーン第14回本公演「徒花」[45]（3月28日 - 4月1日、日暮里d−倉庫） - 佐々木玲香 役
- 劇団オモテナシ『最強の姉妹』[46]（5月8日 - 13日、CBGKシブゲキ!!） - 主演 久遠波留役
- VACAR ENTERTAINMENT 「チェンジオブワールド」[47]（6月19日 - 24日、新宿村LIVE） - 谷 明日香 役
- 劇団NEXTDOOR-酒部-『MATSURI』[48]（7月13日 - 19日、八丁堀スタジオ） - 7月14日13:00の公演のみ出演 メイドロボ123号 役
- ツキプロ文化祭2018SUMMER舞台『月野百鬼夜行外伝(仮)』[49]（7月28日・29日、パシフィコ横浜国立大ホール） - アンサンブル出演
- Anemone[50]（8月15日 - 19日、築地本願寺 ブディストホール） チームカオスメンバー 朱莉（あかり）役
- 舞台『年中無休のヒーロー』[51]（9月26日 - 30日、日暮里d-倉庫）クリス 役
- teamキーチェーン第15回本公演 「澄み、毒。」[52]（11月9日 - 13日、日暮里d−倉庫） 高村恵子 役
- ぱすてるからっとproduce 舞台「裏白雪姫物語」[53]（12月18日 - 24日、シアターグリーン・Base Theater） 赤チーム ハイホー族五女 役

2019年
- 劇団オモテナシ第4回公演『未来電車』[54]（2月20日 - 3月3日、TACCS1179） 影沼麻紀役
- はらみかプロデュース「ODEN～FINAL～」[55]（3月8日 - 10日、品川貴船神社 ２階） 3/10にゲスト出演
- ミュージカル「悪ノ娘」[56]（4月6日 - 14日、池袋あうるすぽっと）アンサンブルキャスト
- 劇団teamキーチェーン番外公演「ねこのはこにわ」[57]（5月17日 - 21日、中野ウエストエンドスタジオ）間宮蒼役
- ぱすてるからっとproduce 舞台「イモーラル・ディテクティブ」[58]（8月14日 - 18日、シアターグリーンBIG TREE） 華チーム出演 鳥井穂香役
- ChimoRoid企画第３回公演「アップルパイ」[59]（10月23日 - 27日、劇場HOPE）
- 舞台『IdentityⅤ STAGE』Episode1 「What to draw」[60]（11月29日 - 12月8日、サンシャイン劇場）機械技師 トレイシー・レズニック 役

2020年
- 劇団スズメバチ。第一回本公演『海が無えです』[61]（1月22日 - 26日、下北沢OFF・OFFシアター）主演 富田真衣子役
- ミュージカル座「アイ・ハヴ・ア・ドリーム」[62]（5月13日 - 17日、六行会ホール）星組 ウィーピー【黒人不良グループキッズのメンバー】役　コロナの影響で上演延期
- 舞台『IdentityⅤ STAGE』Episode2 「Double Down」[63]（6月2日 - 7日、ヒューリックホール東京）機械技師 トレイシー・レズニック 役　コロナの影響でEp2公演中止
- 三栄町LIVE×E-Stage Topia×ミネルヴァエージェンシー提携公演『MECHABETH』[64]（7月4日 - 9日、渋谷伝承ホール）
- 舞台『IdentityⅤ STAGE』Episode3 「Cry for the moon」[63]（9月10日 - 18日、TACHIKAWA STAGE GARDEN）機械技師 トレイシー・レズニック 役
- 舞台「コネクト・ライフ」[65]（10月21日 - 25日、新宿村LIVE）

2021年
- 劇団オモテナシ『碧い湖に住むニーナ』[66]（1月6日 - 10日、日暮里d-倉庫）
- SFIDA ENTERTAINMENT Vol.6 愛はお金で買えますか？貢ぎ貢がれ編[67]（05月18日 - 23日、中野 劇場HOPE）愛チーム主演 相馬真衣役
- 劇団オモテナシ『PRO PAUSE！！』[68]（6月16日 - 20日、日暮里d-倉庫）
- サイキック甲子園[69]（7月6日 - 11日、日暮里d-倉庫）ヒロイン

2022年
- 劇団バルスキッチン第18回公演『どぎまぎメモリアル』[70]（3月16日 - 21日、バルスタジオ）藤浪詩織役
- SFIDA ENTERTAINMENT　Vol.10 カウンター・バリューペインテッド2022 裏チーム[71]（06月14日 - 19日、中野 劇場HOPE）裏チーム主演 山本真子役
- パフォーマンスプラスピエロ 第4回本公演「黄昏の光」[72]（9月7日 - 11日、中目黒キンケロ・シアター）

2024年
- ぱすてるからっとproduce 舞台『悪役令嬢イミテーション』[73]（4月26日 - 29日、渋谷 CBGKシブゲキ!!）偽チーム主演 エリ・フォン・エスターライヒ役[注釈 1]
- 劇団オモテナシ 令和6年 夏 第9回公演『劇団オモテナシ』（9月6日 - 9日、DDD AOYAMA CROSS THEATER）[74]
- 劇団狼煙組「雨と無知 -REBORN-」（11月13日、高田馬場ラビネスト）[75]
- ぱすてるからっとproduce 舞台『コネクト・ライフ』星チーム（12月4日 - 8日、CBGKシブゲキ!!）[76]

2025年
- 劇団オモテナシ『令和7年 春』（5月8日 - 11日〈予定〉、CBGKシブゲキ!!）[77]